# Чемпионат Азербайджана по дзюдо 2023
Чемпионат Азербайджана по дзюдо 2023 года проходил в Баку с 15 по 17 декабря. Соревнования среди мужчин и женщин проходили в Спортивно-оздоровительном центре МЧС Азербайджана в посёлке Говсан. Всего разыгрывалось 14 комплектов медалей. На турнире принимал участие 351 дзюдоист, которые представляли 65 клубов, обществ и спортивных организаций.

## Медалисты

### Мужчины
| Категория    | Золото                            | Серебро                              | Бронза                                                            |
| ------------ | --------------------------------- | ------------------------------------ | ----------------------------------------------------------------- |
| до 60 кг     | Назир Талыбов СОК МЧС             | Бабарагим Мирзаев Гобустанский район | Гусейн Аллахьяров Judo Club 2012 Кянан Юсифов СК «Атилла»         |
| до 66 кг     | Рашад Елкиев СК «Kanokan-TT»      | Тофиг Мамедов СК «Атилла»            | Захир Агазаде СК «Нефтчи», Баку Камран Сулейманов ДЮСШ-2, Сумгаит |
| до 73 кг     | Рашид Мамедалиев СК «Атилла»      | Ибрагим Алиев Judo Club 2012         | Сулейман Алиев Judo Club 2012 Нурлан Османов СК «Нефтчи», Баку    |
| до 81 кг     | Мамедрза Гаджизаде СЦ «Серхедчи»  | Керим Аллахвердиев «Габала», Баку    | Омар Раджабли СК «Нефтчи», Баку Гадир Гусейнов СК «Атилла»        |
| до 90 кг     | Эльджан Гаджиев СК «Нефтчи», Баку | Вугар Талыбов СК «Нефтчи», Баку      | Ибрагим Агакишиев СК «Нефтчи», Баку Шамиль Тунджай Judo Club 2012 |
| до 100 кг    | Гусейн Дадашов СК «Атилла»        | Руфат Исмаилов «13 İOEUGİM PHŞ»      | Аждар Багиров СО МВД Руслан Насирли СК «Атилла»                   |
| свыше 100 кг | Джамал Гамзатханов Judo Club 2012 | Рамазан Ахмедов СК «Kanokan-TT»      | Кянан Насибов СК «Kanokan-TT» Джамал Фейзиев СК «Нефтчи», Баку    |

### Женщины
| Категория   | Золото                                      | Серебро                                   | Бронза                                                                  |
| ----------- | ------------------------------------------- | ----------------------------------------- | ----------------------------------------------------------------------- |
| до 48 кг    | Шафаг Гамидова СК «Атилла»                  | Рамиля Алиева СК «Атилла»                 | Хумар Гасымзаде СК «Нефтчи», Баку Лейла Демирова СК «Kanokan-TT»        |
| до 52 кг    | Зейнаб Мамедова Judo Club 2012              | Нурай Гулиева Хырдалан, Апшеронский район | Аиша Гурбанлы СОК МЧС Фарида Мирзаева Umbayev Sport Klub                |
| до 57 кг    | Эльмира Мустафаева СО МВД                   | Наргиз Гаджиева СК «Нефтчи», Баку         | Нилгюн Рзаева Фидан Гасымова ДЮСШ-2, Сумгаит                            |
| до 63 кг    | Лейла Гусейнова Хырдалан, Апшеронский район | Камилла Тохолиева Загатальский район      | Диана Шоранова Лейла Атаева СОЦ «Гёмрюкчю»                              |
| до 70 кг    | Гюнель Гасанлы Хырдалан, Апшеронский район  | Парвана Абдуллаева Евлахский район        | Сакина Бахшиева СДЮСШШОР № 1, Сумгаит Айгюль Исмаилова «IDM», Сумгаит   |
| до 78 кг    | Фидан Тарвердиева СО МВД                    | Нармин Амирли Umbayev Sport Klub          | Айсу Гасанова «8 İOEUGİM PHŞ» Асмэр Алиева СК «Нефтчи», Баку            |
| свыше 78 кг | Нигяр Сулейманова СК «Нефтчи», Баку         | Эльнара Рашидова «IDM», Сумгаит           | Айтекин Пашазаде Исмаиллинский район Кямаля Гусейнова СК «Нефтчи», Баку |